# Северно-Центральный регион (Болгария)
Северно-Центральный регион (болг. Северен-Централен регион) — один из шести регионов Болгарии. Расположен в центре северной части страны. Центр — город Русе. Имеется аэропорт Горна-Оряховица.

## История
С 1959 года регион состоял из 4 областей: Великотырновской, Габровской, Ловечской, Плевенской, население 960 082 человека (что составляло 11,7 % населения Болгарии), площадь 15 239,9 км² (13,7 % территории страны).
Позднее, Северно-Центральный регион до 2006 года состоял из пяти областей: Великотырновской, Габровской, Ловечской, Плевенской и Русенской, включает 41 общину. В Северно-Центральном регионе Болгарии в это время было расположено 50 городов и 998 сёл. Площадь региона тогда составляла 14 647,6 км². Население региона 1 237 148 жителей. Центром региона был город Плевен.
С 2006 года регион (болг. Северозападен район за планиране (СЗРП)) состоит из пяти областей: Великотырновской, Габровской, Разградской, Тырговиштской и Русенской и входит в один из двух более крупных районов — Северная и Юго-восточная Болгария (болг. Северна и Югоизточна България)
C севера регион ограничен рекой Дунай.